# Madonna col Bambino, san Giovanni e un angelo
Madonna col Bambino e san Giovannino (detta anche Madonna del cardellino) è un dipinto del pittore veronese Paolo Morando (noto anche come il Cavazzola), realizzato con la tecnica della pittura a olio su tela, conservato nel National Gallery a Londra.
Il dipinto è firmato nell'angolo in alto a destra con l'iscrizione: "PAVLVS./ V" (con un'abbreviazione che indica Veronensis). I volti della Vergine, del Bambino e di San Giovanni sono in buone condizioni, sebbene altre parti del dipinto presentino segni di usura e siano state oggetto di restauro. È stato sottolineato che nella tela si notano molteplici influenze in particolare di origine leonardesche, considerata «forse la più importate rappresentazione di questo tema lasciata dal Cavazzola».